# Wisła (telewizor)
Wisła – pierwszy produkowany seryjnie w Polsce telewizor.
Produkowany był od lipca 1956 przez Warszawskie Zakłady Telewizyjne, na licencji radzieckiego odbiornika „Awangard” w wersjach: Wisła A na lampach radzieckich i Wisła B częściowo na polskich. W 1957 roku WZT, zamiast Wisły, rozpoczęły produkcję odbiornika Belweder – pierwszego w całości zaprojektowanego w Polsce.
Dwa głośniki telewizora były skierowane ku górze i umieszczone nad kineskopem z tyłu obudowy.Telewizor włączało się przez podniesienie klapy umieszczonej na górze obudowy, która odbijała wydostający się z głośników dźwięk kierując go w stronę słuchaczy. Wyłączenie następowało po opuszczeniu i zamknięciu klapy.

## Dane techniczne
- zasilacz transformatorowy z prostownikiem lampowym (5C3S).
  - sieć prądu zmiennego 110/127/220 V
  - pobór mocy: około 220 W
  - bezpieczniki: 4 A dla sieci 220 V, lub 5 A dla 127 V
- częstotliwość pośrednia:
  - wizji 34,25 MHz,
  - fonii 27,75 MHz
- czułość: 250-500 µV
- wymiary: ekranu 180 x 240 mm
- odbiornik był jednokanałowy (nie miał przełącznika kanałów), ale mógł być fabrycznie nastrojony na jeden z następujących kanałów (kanał – wizja – fonia):
  - I – 49,75 – 56,25 MHz
  - II – 59,25 – 65,75 MHz
  - III – 77,25 – 83,75 MHz
- głośniki: 2 x 0,5GD-2 lub 2 x 1-GD-5
- lampy (w wersji "B"): 31ŁK2B (kineskop), 8 x EF80, 3 x ECC85, EL81, EY81, 6P9, 6P1P, 1C1S, 5C3S.
- diody germanowe: DGC12, 2 x DGC13, DGC14.